# Casa de Bonaparte
La Casa de Bonaparte o dinastía Bonaparte (originalmente, Buonaparte) fue una familia Imperial y familia real francesa de origen italiano establecida por Napoleón Bonaparte, fundador del Primer Imperio francés. Napoleón subió al poder con el golpe de Estado de 1799, coronándose como emperador de los franceses en 1804 y dando fin a la Primera República Francesa. La familia Bonaparte también tuvo reyes en España, Holanda, Nápoles y Westfalia. Las personas que apoyaban el reinado de los Bonaparte eran llamados bonapartistas.
La familia, formalmente conocida como Buonaparte (equivalente a «buen partido»), era parte de la nobleza inferior de Córcega. 
El escudo de armas original de los Buonaparte es en campo de gules, una doble barra de oro acompañada en lo alto y en lo bajo de una estrella de cinco puntas del mismo metal. Dicho escudo se presentaba adornado de casco y lambrequín de gules y oro. En 1804, Napoleón cambió el escudo de armas de los Buonaparte por el escudo de armas imperial Bonaparte, pasando a ser el Águila de Zeus el emblema de la familia (emblema que comparte con la Casa de Bernadotte). El cambio se aplicó a todos los Bonaparte, a excepción de Luciano Bonaparte.
En 1815, tras una década de guerra constante, la dinastía colapsó y la antigua monarquía francesa fue restaurada. Más adelante, tras la Revolución de 1848, Carlos Luis Napoleón (sobrino de Napoleón I) fue elegido como presidente de la Segunda República. Sin embargo, este dio un golpe de Estado y estableció el Segundo Imperio francés en 1852, adoptando el nombre de Napoleón III. La derrota francesa ante Prusia en 1871 llevó al fin del régimen imperial y resultó en el establecimiento de la Tercera República, que duraría hasta la Segunda Guerra Mundial. El hijo de Napoleón III, Eugène Bonaparte, también llamado Napoleón IV, murió en combate en 1879. Con su muerte, la casa de Bonaparte perdió la mayor parte de su influencia política.
A pesar de su origen humilde, es considerada hoy en día como una de las dinastías más influyentes y poderosas de la historia moderna, llegando a gobernar las tres cuartas partes de Europa centro-occidental y ejercer una inmensa influencia sobre el desarrollo de la historia militar y política contemporánea. En la actualidad, la Casa de Bonaparte tiene dos pretendientes al trono francés: Carlos Napoleón y su hijo Juan Cristóbal Napoleón.

## Orígenes
Los Buonaparte fueron originalmente una familia patricia de Sarzana en Liguria, donde aparecen por primera vez con Gianfaldo Buonaparte alrededor del año 1200. Allí tenían una torre, la Casa torre dei Buonaparte, que todavía tiene cuatro pisos y ha conservado su carácter medieval en la planta baja hasta el día de hoy, así como varias otras casas.
El notario Giovanni Buonaparte se casó con Isabella Calandrini en 1397, prima del posterior cardenal Filippo Calandrini, quien a su vez era medio hermano del cardenal Tommaso Parentucelli, quien se convertiría en el Papa Nicolás V de 1447 a 1455. Ambos príncipes de la iglesia también procedían del patriciado de Sarzana. Giovanni Buonaparte se convirtió en alcalde allí y en 1408 fue nombrado comisionado de la Lunigiana por Giovanni Maria Visconti, duque de Milán. Su hijo Cesare se casó con Apolonia Malaspina en 1440, una hija ilegítima de la familia noble más poderosa, la Lunigiana. Su nieto fue Francesco, quien murió en 1490 a raíz de los genoveses. La colonización como jinete mercenario de la flota comercial marítima del Banco di San Giorgio fue a Córcega y se casó allí en 1493 con la hija de Guido da Castelletto, representante del Banco San Giorgio en Córcega.

## Miembros de la familia imperial

### Emperadores Franceses

#### Napoleón I

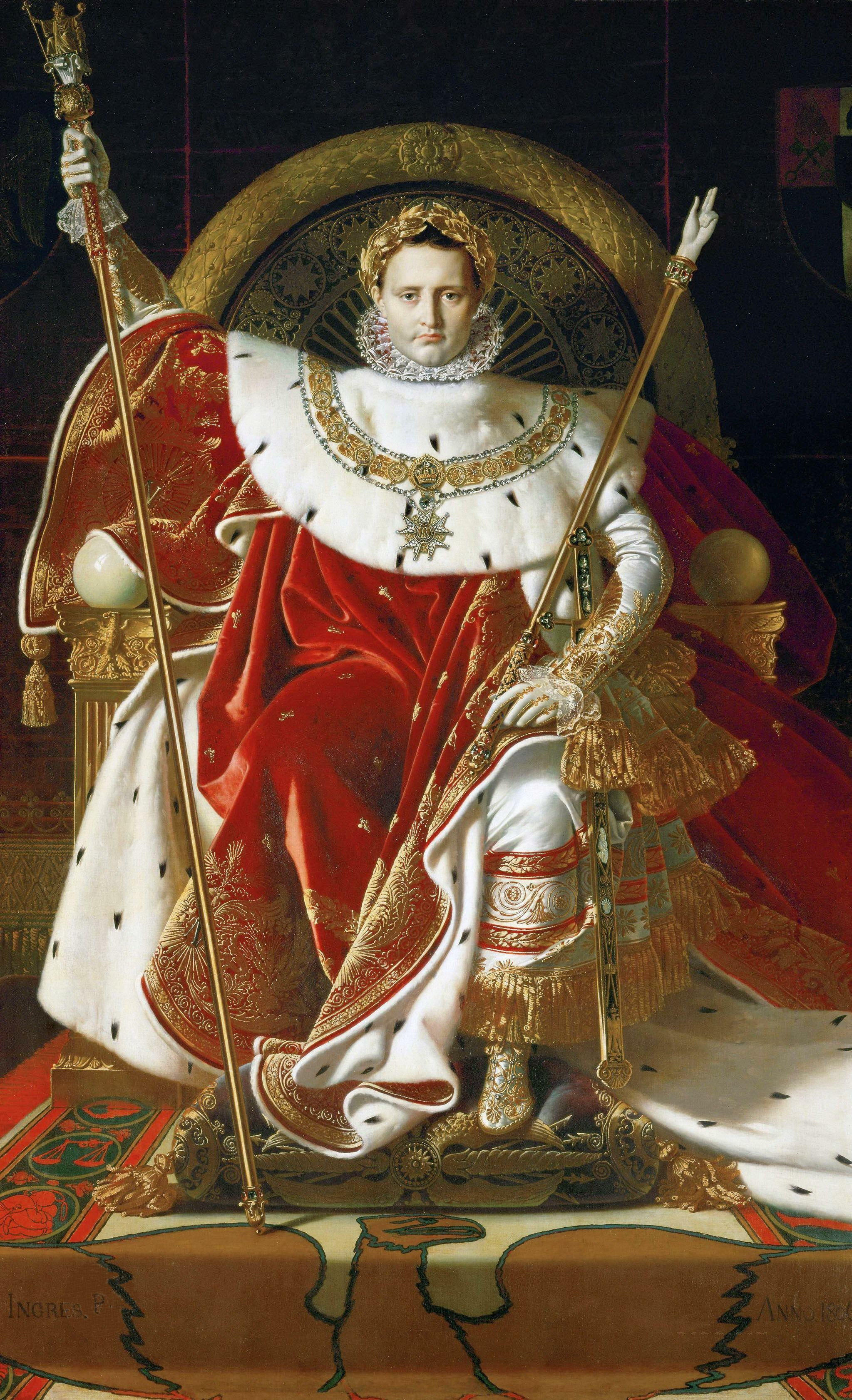
Napoleón I en 1806

Napoleón Bonaparte (15 de agosto de 1769-5 de mayo de 1821). Fue emperador, militar y hombre de estado perteneciente a la Casa de Bonaparte. General durante parte del periodo de la Revolución francesa, victorioso en Italia, fue artífice del golpe de Estado del 18 de brumario que le convirtió en gobernante de Francia como primer cónsul de la República desde noviembre de 1799 a mayo de 1804, para convertirse después en emperador de Francia y rey de Italia desde mayo de 1804 hasta abril de 1814 y nuevamente por un breve lapso de marzo a junio de 1815.
Napoleón es considerado un genio militar, habiendo comandado campañas militares muy exitosas, si bien también encajó estrepitosas derrotas. Sus guerras de conquista se convirtieron hasta entonces en las mayores guerras conocidas en Europa, involucrando a un número de soldados jamás visto en los ejércitos hasta entonces.
Durante el periodo de poco más de una década, adquirió el control de casi todo el occidente y parte central de Europa por conquistas o alianzas y sólo fue tras su derrota en la batalla de las Naciones cerca de Leipzig en octubre de 1813 que se vio obligado a abdicar unos meses más tarde. Regresó a Francia en lo que es conocido como los Cien Días y fue decisivamente derrotado en la batalla de Waterloo en Bélgica, el 18 de junio de 1815, siendo exilado a la isla de Santa Elena donde falleció.
Aparte de por sus proezas militares, a Napoleón también se le conoce por el establecimiento del Código Napoleónico y es considerado por algunos un monarca iluminado por su extraordinaria capacidad de trabajo; estaba en varios lugares casi al mismo tiempo. Su memoria prodigiosa y su inigualable lucidez, le permitían conocer y recordar el más mínimo detalle. Nada dejaba librado al azar y no consentía que alguien improvisara. Otros, sin embargo, lo consideran un dictador tiránico cuyas guerras causaron la muerte de millones de personas. Indudablemente, es el personaje que marcó el inicio del siglo XIX y la posterior evolución de la Europa que hoy conocemos.

#### Napoleón II

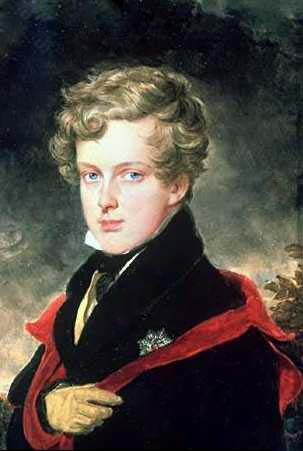
Napoleón II.

Napoleón II Bonaparte (20 de marzo de 1811-22 de julio de 1832), de nombre completo Napoleón Francisco José Carlos Bonaparte. Era hijo de Napoleón Bonaparte y de María Luisa; desde su nacimiento su padre Napoleón lo nombró rey de Roma, aunque nunca desempeñó este cargo. Tras los Cien Días, el 22 de junio de 1815, Napoleón nombra a su hijo Napoleón II emperador de los franceses. Sin embargo, dejó el cargo el día 7 de julio del mismo año, con la entrada de los aliados y partidarios de Luis XVIII en París. Así, se pasa a la monarquía al mando de Luis XVIII.

#### Napoleón III

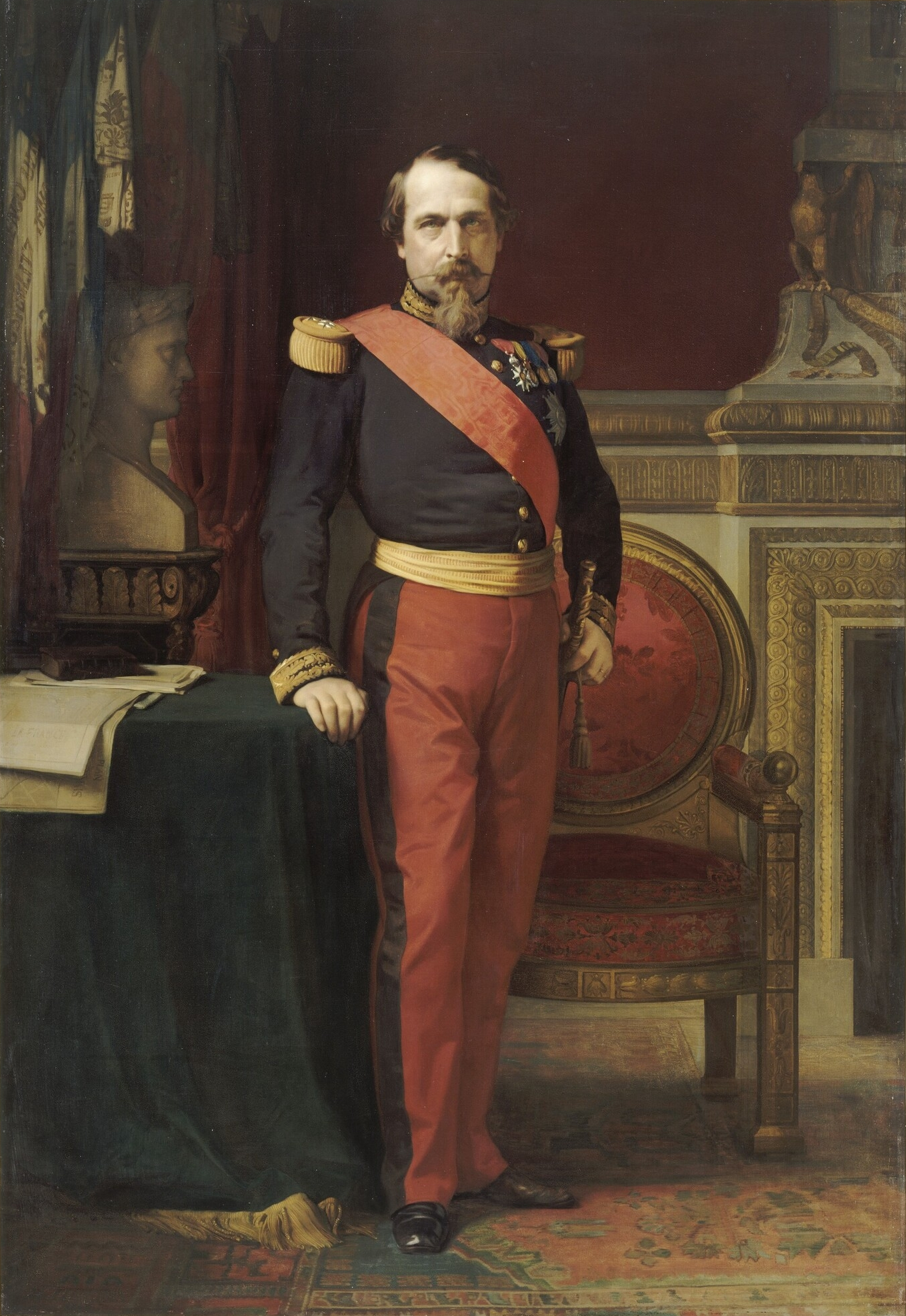
Napoleón III

Carlos Luis Napoleón Bonaparte (20 de abril de 1808-9 de enero de 1873). Fue el primer presidente de la Segunda República Francesa en 1848 y luego emperador, bajo el nombre de Napoleón III, siendo el último monarca que reinó en este país.
Hijo de Luis I rey de Holanda (hermano de Napoleón I) y de Hortensia de Beauharnais, además nieto de la emperatriz Josefina. Asume los derechos dinásticos después de las muertes sucesivas de su tío Napoleón I y de Napoleón II.
Su filosofía política es una mezcla de romanticismo, liberalismo autoritario, y socialismo utópico, aunque en los últimos años fue un insigne defensor del tradicionalismo y de la civilización católica, queriendo llevar a cabo una reparación frente al anticlericalismo y el ateísmo de la Revolución francesa.

### Reyes de Holanda

#### Luis I

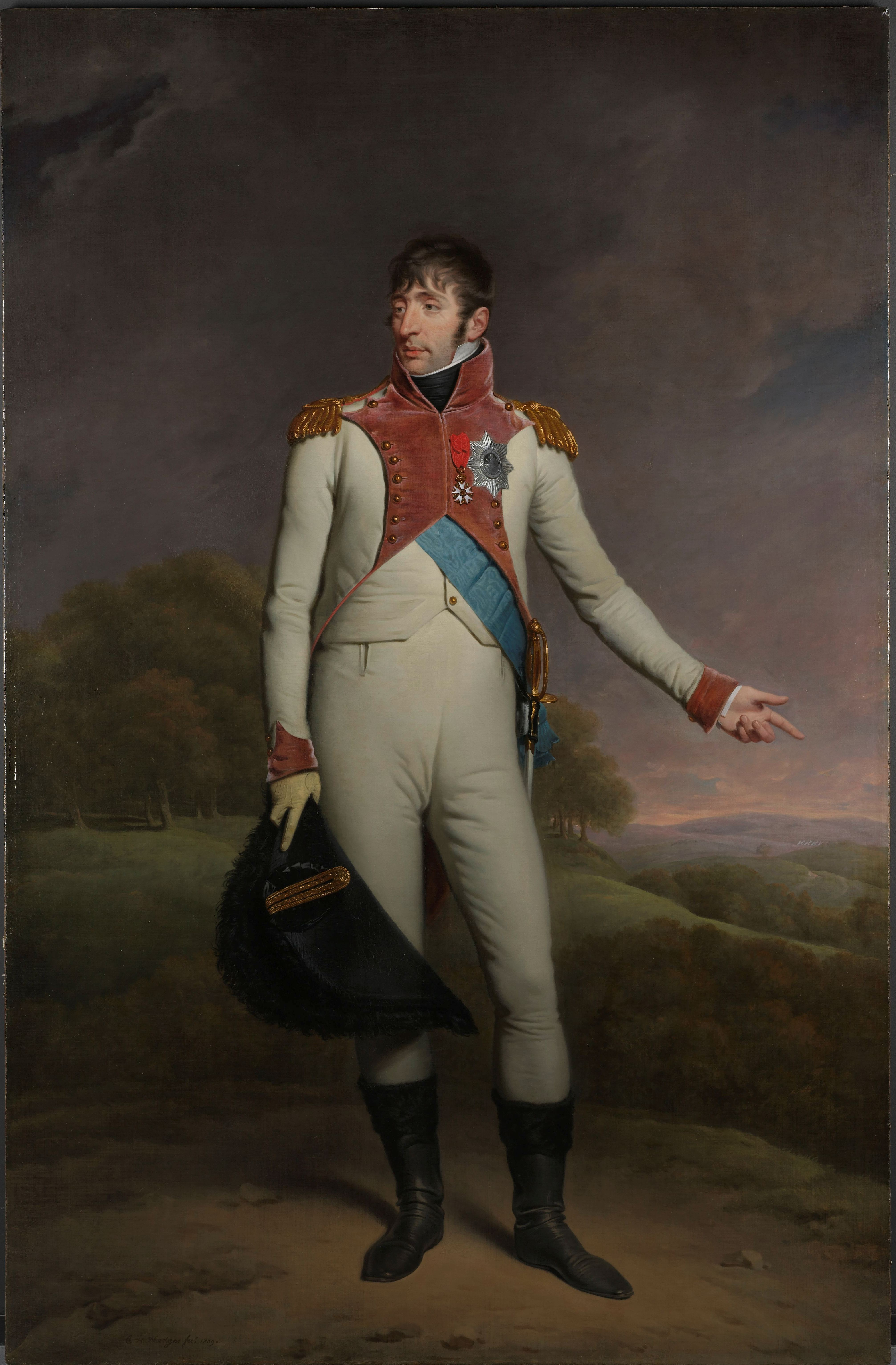
Luis Bonaparte en 1809

Luis Napoleón Bonaparte o Luis I de Holanda (Lodewijk Napoleon en neerlandés) (2 de septiembre de 1779 - 25 de julio de 1844) fue uno de los tres hermanos del emperador Napoleón I de Francia. Fue nombrado rey de Holanda en 1806.
Nació en Ajaccio, Córcega. Su hermano Napoleón Bonaparte lo nombró rey de Holanda en 1806. Su hermano quería que fuera un simple gobernador pero Luis se tomó sus obligaciones muy en serio llegando a gobernar de forma autónoma. Adoptó el nombre holandés de Rey Lodewijk I, intentó aprender neerlandés y ser un gobernante responsable e independiente. Esto no agradó a Napoleón, quien le obligó a abdicar en 1810. También fue nombrado Conde de Saint-Leu y en 1808 Condestable de Francia, un título estrictamente honorífico.

#### Luis II
Napoleón Luis Bonaparte o Luis II de Holanda (11 de octubre de 1804-17 de marzo de 1831) fue uno de los hijos de Luis Bonaparte, Rey de Holanda y de Hortensia de Beauharnais. Su padre era el hermano más joven de Napoleón I y su madre fue la hija de Josefina de Beauharnais. El hermano mayor de Luis II, Napoleón Carlos Bonaparte, murió en 1807 cuando tenía solo cuatro años. A su muerte, Napoleón Luis fue nombrado el Real príncipe del reino de Holanda. La muerte de su hermano también lo convirtió en el sobrino más viejo de Napoleón I, quien en aquel momento no tenía hijos (no los tuvo hasta 1811). Por la abdicación de su padre, Luis Napoleón fue coronado rey de Holanda con el nombre de Luis II de Holanda.

### Rey de Nápoles y de España

#### José I

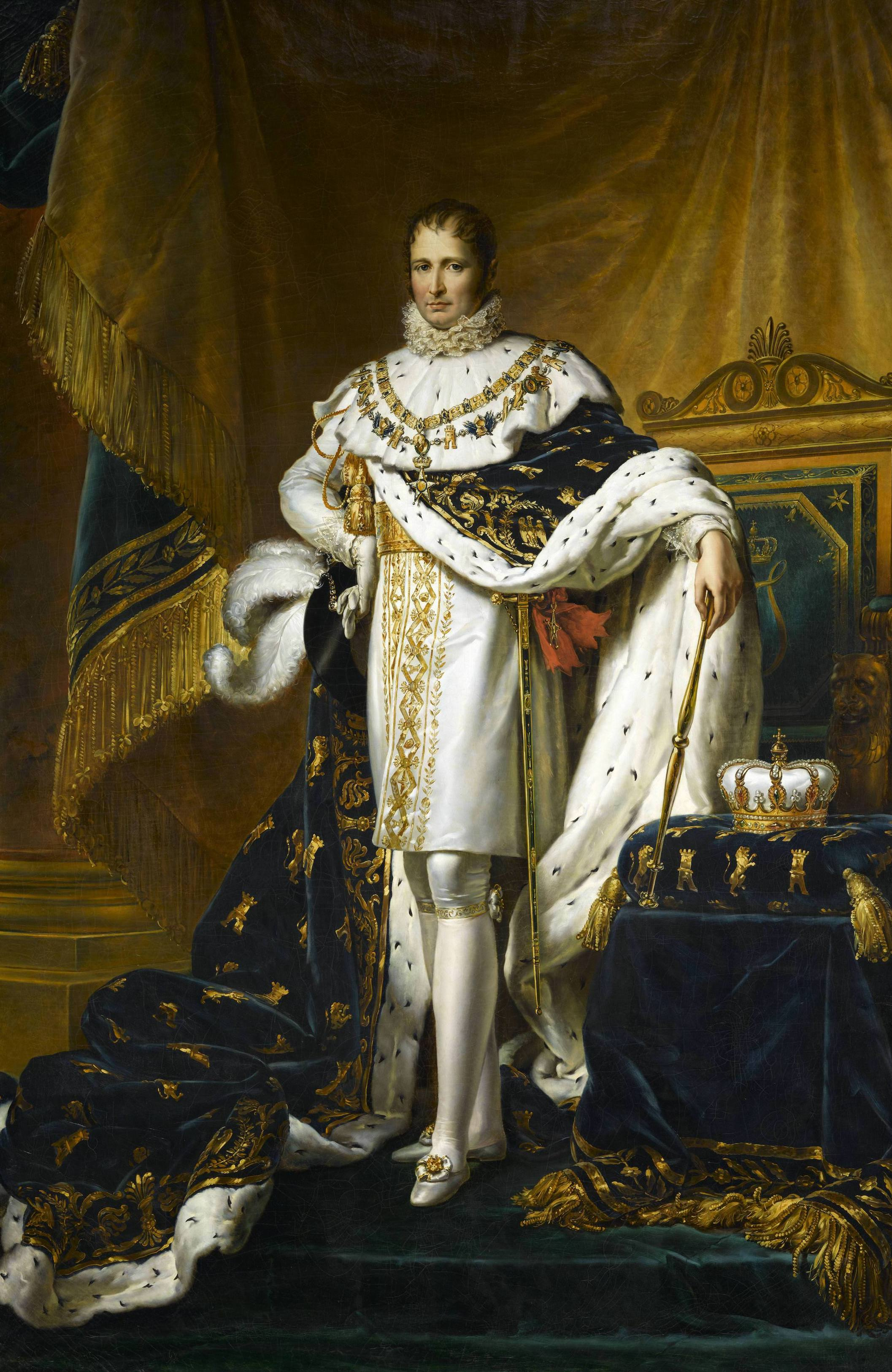
José Bonaparte, Rey de España

José Bonaparte, también conocido como Pepe Botella por parte de los guerrilleros españoles, nació en Corte (Córcega), el 7 de enero de 1768 y murió en Florencia el 28 de julio de 1844.
Hermano mayor del Emperador Napoleón Bonaparte de Francia, casó con Marie Julie Clary, hija de un comerciante de Marsella, en 1794 y tuvo con ella tres hijas, de las cuales sólo sobrevivieron dos, Zenaïde Laetitia Julie Bonaparte y Charlote Napoléone Bonaparte.
Estudió leyes en Pisa (Italia). En 1796 tomó parte en la campaña de Napoleón en Italia. Al año siguiente, durante la Primera República Francesa, actuó como diplomático, primero en la corte de Parma y después en Roma. Fue miembro del Consejo de los Quinientos, el órgano legislativo inferior en la época del Directorio, en 1798. Durante las guerras napoleónicas actuó como enviado de su hermano y firmó tratados con Estados Unidos, Austria, Gran Bretaña y la Santa Sede. Desde 1806 hasta 1808, José Bonaparte gobernó el reino de Nápoles por nombramiento de su hermano.
El 6 de julio de 1808, su hermano lo nombró rey de España. Su llegada a Madrid ocurrió en plena Guerra de la Independencia, tras la sublevación popular del 2 de mayo de 1808 contra las tropas bonapartistas.
Promulgó la Constitución de Bayona en un intento de ganarse el apoyo de los ilustrados españoles (los llamados afrancesados), sin lograr hacer triunfar el programa reformista de su gobierno. El hecho de que fuese impuesto por el invasor así como sus medidas liberales e ilustradas se toparon con la hostilidad popular y le enajenaron el apoyo del pueblo español, incluso de muchos de los propios ilustrados.
José tuvo que huir de Madrid ante la derrota de las tropas francesas en la batalla de Bailén aunque la intervención del propio Emperador Bonaparte, junto con el grueso de su ejército, consiguió que pudiese establecer su gobierno en la capital.
Tras la derrota en la batalla de los Arapiles, el 22 de julio de 1812, abandonó Madrid para ir hacia Francia; y a su paso por Vitoria, fue alcanzado por las tropas del Duque de Wellington que derrotaron a su ejército. Salió de España definitivamente el 13 de junio de 1813 sin su valioso «equipaje», que consistía en las joyas de la Corona española y obras de arte, para refugiarse en Francia, donde permaneció hasta la caída de Napoleón Bonaparte.
Se trasladó entonces a Estados Unidos, donde se construyó una mansión en Point Breeze, Filadelfia, lujosamente amueblada y con una impresionante colección de libros raros y obras de arte; residió allí, sin la compañía de su mujer, que cuidaba de sus hijas en Europa, pero con una amante estadounidense, con el título de conde de Survilliers, entregado a obras de beneficencia y a proteger a los bonapartistas emigrados por medio de la Masonería hasta 1841, cuando recibió autorización para instalarse en Florencia. Murió en esa ciudad en 1844 pero su cuerpo recibió sepultura en París.

### Rey de Westfalia

#### Jerónimo I

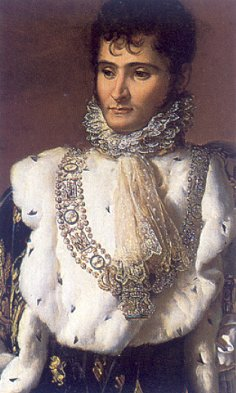
Jerónimo Bonaparte

Jerónimo Bonaparte (15 de noviembre de 1784-24 de junio de 1860) fue el hermano menor del emperador Napoleón I de Francia.
Su nombre de bautismo fue Rolando Bonaparte. Nació en Ajaccio, Córcega. Sirvió en la marina francesa antes de trasladarse a los Estados Unidos donde se casó con Elizabeth Patterson, hija de un comerciante de Baltimore. Del matrimonio nació un hijo, Jerónimo Napoleón Bonaparte. Poco después, Napoleón anuló el matrimonio de su hermano.
Fue nombrado rey de Westfalia, reino de corta duración creado por Napoleón en los estados del norte de Alemania (1807-1813). Jerónimo se casó en segundas nupcias con Catharina de Württemberg con la que tuvo otro hijo, Napoleón José Carlos Pablo Bonaparte (1822-1891), conocido también como el príncipe Napoleón. Tuvo también una hija, Matilde Bonaparte que se convirtió en anfitriona de la intelectualidad durante el Segundo Imperio Francés. Después de la disolución del reino, obtuvo el título de Príncipe de Montfort.
Tras el destierro de su hermano, Jerónimo se trasladó a Italia donde contrajo matrimonio con Giustina Pecori-Suárez, viuda de un noble italiano.
Cuando su sobrino Luis Napoleón fue nombrado presidente de Francia en 1848, Jerónimo fue nombrado gobernador de Les Invalides en París, lugar en el que estaba enterrado su hermano mayor, Napoleón I. Más tarde fue nombrado mariscal y presidente del Senado. Fue confirmado en su título de príncipe francés.
Murió el 24 de junio de 1860 en Villegenis. Está enterrado en Les Invalides de París.

### Gran Duquesa de Toscana

#### Elisa I

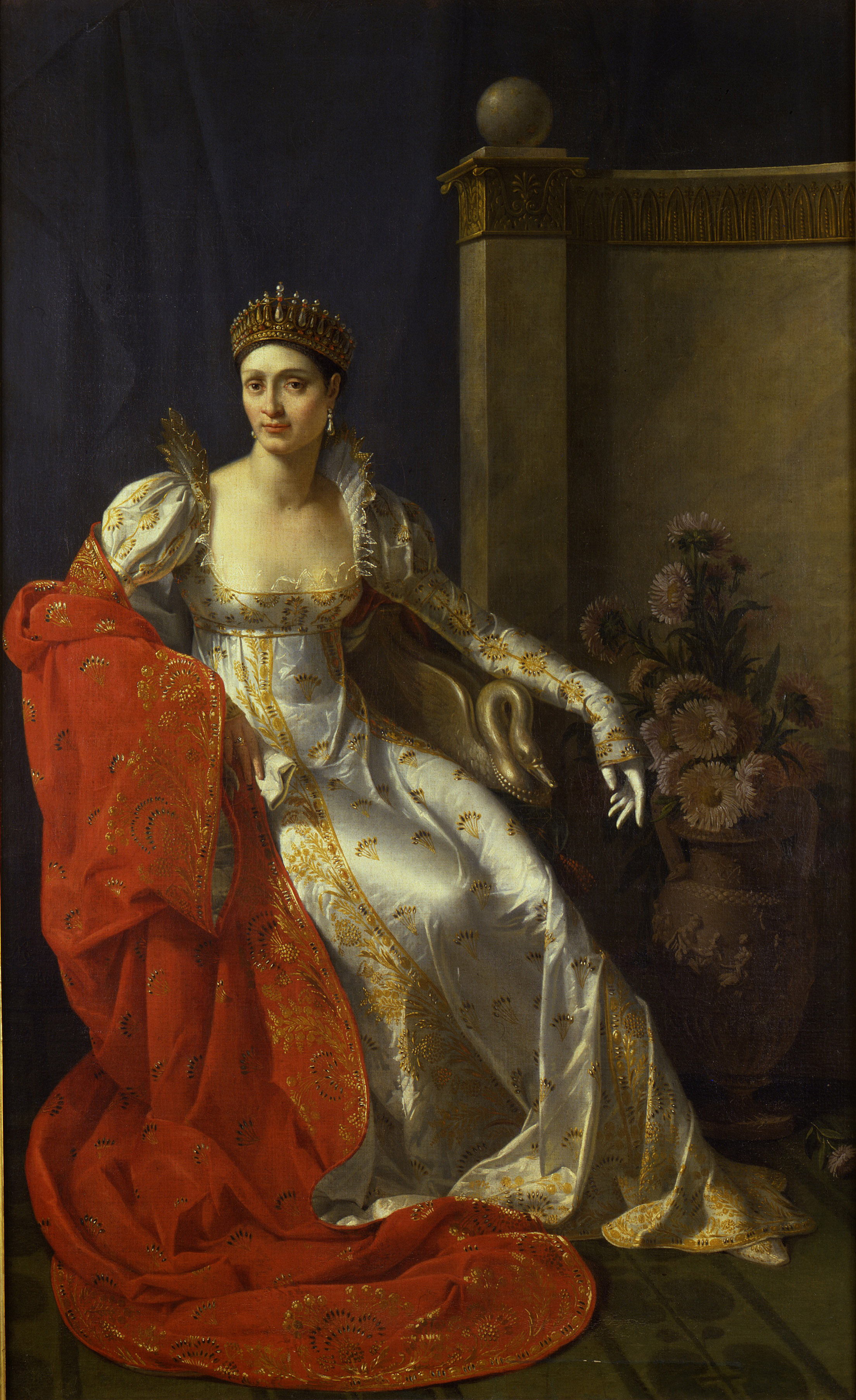
Elisa Bonaparte (hacia 1805, pintado por María Guillermina Benoist).

María Ana Elisa Bonaparte, Gran Duquesa de Toscana (13 de enero de 1777-7 de agosto de 1820), hermana menor de Napoleón.
Fue el cuarto descendiente que sobrevivió, entre los cuales era la hermana mayor, de Carlos Bonaparte y Leticia Ramolino. Elisa nació en Ajaccio, Córcega. Era una de las hermanas menores de José Bonaparte, Napoleón I de Francia y de Lucien Bonaparte, y mayor que Luis Bonaparte, Paulina Bonaparte, Carolina Bonaparte y Jerónimo Bonaparte. Su afilada lengua le causó problemas con su hermano Napoleón en varias ocasiones.
Se casó con un noble corso, Félix Pascual Bacciochi, con apenas veinte años, el 1 de mayo de 1797. Tuvieron cuatro hijos.
- Félix Napoléon Bacciochi (1798-1799).
- Elisa Napoléone Bacciochi (1806-1869), que contrajo matrimonio con Felipe, Conde Camerata-Passioneï de Mazzoleni.
- Jerónimo Carlos Bacciochi (1810-1811).
- Federico Napoléon Bacciochi (1813-1833).

Su hermano Napoleón Bonaparte la estableció como un miembro de la Familia Imperial del Primer Imperio francés el 18 de mayo de 1804. Recibió el título de Su Alteza Imperial. El 19 de marzo de 1805, Napoleón la nombró Princesa de Lucca y Piombino, en 1805.
Tras su separación, Napoleón la nombró, Gran Duquesa de Toscana el 3 de marzo de 1809. El puesto había estado vacante previamente desde la abdicación de Fernando III de Toscana en 1801 y Toscana había sido incorporada al Reino de Etruria hasta 1807. Y tras la pérdida de poder de su hermano, volvió con su marido.
Elisa fue Gran Duquesa de Toscana hasta el 1 de febrero de 1814, cuando las tropas de su cuñado Joaquín Murat, aliado desde el 11 de enero contra Napoleón, tomaron la ciudad de Florencia. El 17 de septiembre Fernando volvía a ocupar el trono. Pasó los últimos años de su vida recluida. Murió en Trieste. Fue enterrada en la Basílica de San Petronio de Bolonia. Fue la única hermana de Napoleón que no lo sobrevivió.

## Actualidad
Desde fines del siglo XIX, Francia es una república semipresidencialista con territorios en América, África, Oceanía y la propia Europa como su parte hegemónica. La Casa de Bonaparte constituye una familia noble de los cuales muchos miembros se dedican a la política.
La Casa de Bonaparte participa en campañas de filantropía y beneficencia. Algunos miembros de la familia siguen aspirando el restablecimiento de la monarquía en la persona de Juan Cristóbal Bonaparte, dedicado al mundo de las finanzas.

## Genealogía
```
Carlo Buonaparte

│
├──> 
José Bonaparte
 (1768-1844)
│    └──> 
Julia Josefina Bonaparte
 (1796-1796)
│    └──> 
Zénaïde Laetitia Julie Bonaparte
 (1801-1854)
│    └──> 
Charlote Napoléone Bonaparte
 (1802-1839)
├──> 
Napoleón Bonaparte

│    └──>
Napoleón II

├──> 
Luciano Bonaparte

│    └──>2 hijas con su primera esposa, 
Katherina Boyer

│    └──>10 hijos con su segunda esposa, 
Alexandrine von Bleschamps
, entre ellos:
│    └──>
Pierre Napoleon Bonaparte

│    └──>
Louis Lucien Bonaparte

│    └──>
Charles Lucien Bonaparte

├──> 
Elisa Bonaparte
 (1777-1820)
│    └──>5 hijos
├──> 
Luis Bonaparte
, Rey de Holanda.
│    └──> 
Napoleón Carlos Bonaparte
 (1802-1807)
│    └──> 
Napoleón Luis Bonaparte
 (1804-1831)
│    └──> 
Napoleón III
 (1832-1870)
│       └──> 
Napoleón IV
 (1856-1879)
│    
├──> 
Paulina Bonaparte
 (1780-1825)
├──> 
Carolina Bonaparte
 (1782-1839)
└──> 
Jerónimo Bonaparte
 (1784-1860)
    ├──> 1 hijo con 
Elizabeth Patterson Bonaparte
.
    │               └──> 
Jerónimo Napoleón Bonaparte

    │                    ├──> 
Carlos José Bonaparte
 (1851-1921)
    │                    └──> 
Jerónimo Napoleón Bonaparte II
 (1830-1893)
    │                         ├──> 
Louise-Eugénie Bonaparte
 (1873-1923)
    │                         └──> 
Jerónimo Napoleón Carlos Bonaparte
 (1878-1945)
    └──> 3 hijos con su segunda esposa, 
Catalina de Württemberg
, incluyendo a:
                                        └──>
Napoleón José Carlos Pablo Bonaparte

                                           └──> 
Napoleón Víctor Bonaparte
 (
Napoleón V Víctor
)(1862-1926)
                                               └──> 
Luis Napoleón Bonaparte
 (Napoleón VI Luis)
(1914-1997)
                                                   └──> 
Carlos Napoleón Bonaparte
 
 (*1950)
                                                        └──> 
Juan Cristóbal Bonaparte
 (
Napoleón VII Juan
)(*1986)
```

## Escudos

Escudo de armas original de los Buonaparte.
Primer escudo de armas imperial (1804-1814), (1815).
Segundo escudo de armas imperial (1852-1870)